# Khaled Ayari
Pour les articles homonymes, voir Ayari.
Khaled Ayari (arabe : خالد العياري), né le 17 janvier 1990 à l'Ariana, est un footballeur tunisien évoluant au poste d'attaquant.

## Biographie
Le 11 janvier 2013, il signe un contrat de trois années en faveur du SCO Angers. Pour son premier match pour le SCO Angers, il marque le but de la victoire contre le Racing Club de Lens à la 94e minute (victoire 3-2). Le 2 août 2013, pour la première journée du championnat de Ligue 2, il inscrit un doublé contre le FC Istres, ce qui permet à son équipe de remporter le match sur un score de 4-2.
À la suite d'une blessure contractée en demi-finale de la coupe de France face au Stade rennais, en avril 2014, il est privé de terrain pendant près de dix mois, faisant son retour dans le groupe angevin le 25 janvier 2015 pour la 21e journée de championnat. Pour sa deuxième apparition de la saison 2014-2015, il offre le but de la victoire face à l'AJ Auxerre au bout du temps additionnel et permet au SCO de grimper sur le podium au terme de la 26e journée.
Arrivé au terme de son contrat en juin 2015, il est mis à l'essai par Le Havre ; il est notamment buteur lors du premier match de préparation des Normands (victoire 2-1 face au Stade rennais). Faute de départ dans l'effectif normand, il s'engage finalement le 18 juillet 2015 pour deux ans au Paris FC.
Le 4 août 2016, il signe un contrat d'un an avec Orléans. En fin de contrat dans le Loiret, il est mis à l'essai avec son compatriote Mehdi Ouertani par le Toulouse FC en juillet 2017.
Le 30 janvier 2018, il s'engage au Rodez AF.

## Statistiques
| Saison                | Club                  | Championnat           | Championnat | Championnat | Championnat | Coupe(s) nationale(s) | Coupe(s) nationale(s) | Coupe(s) nationale(s) | Compétition(s) continentale(s) | Compétition(s) continentale(s) | Compétition(s) continentale(s) | Compétition(s) continentale(s) | Total | Total | Total |
| Saison                | Club                  | Division              | M.          | B.          | P.d.        | M.                    | B.                    | P.d.                  | Comp.                          | M.                             | B.                             | P.d.                           | M.    | B.    | P.d.  |
| 2007-2008             | Espérance de Tunis    | Ligue I pro           | 7           | 1           | 1           | -                     | -                     | -                     | -                              | -                              | -                              | -                              | 7     | 1     | 1     |
| 2008-2009             | Espérance de Tunis    | Ligue I pro           | 2           | 0           | 0           | -                     | -                     | -                     | -                              | -                              | -                              | -                              | 2     | 0     | 0     |
| 2009-2010             | Espérance de Tunis    | Ligue I pro           | 20          | 4           | 3           | -                     | -                     | -                     | LCC                            | 15                             | 4                              | 2                              | 35    | 8     | 5     |
| 2010-2011             | Espérance de Tunis    | Ligue I pro           | 15          | 1           | 2           | 1                     | 0                     | 0                     | LCC                            | 11                             | 0                              | 0                              | 27    | 1     | 2     |
| 2011-2012             | Espérance de Tunis    | Ligue I pro           | 12          | 1           | 1           | -                     | -                     | -                     | LCC+CMC                        | 8+2                            | 1+0                            | 0+0                            | 22    | 2     | 1     |
| 2012-2013             | Espérance de Tunis    | Ligue I pro           | 4           | 0           | 0           | -                     | -                     | -                     | -                              | -                              | -                              | -                              | 4     | 0     | 0     |
| Sous-total            | Sous-total            | Sous-total            | 60          | 7           | 7           | 1                     | 0                     | 0                     | -                              | 36                             | 5                              | 2                              | 97    | 12    | 9     |
| 2012-2013             | Angers SCO            | Ligue 2               | 14          | 4           | 1           | -                     | -                     | -                     | -                              | -                              | -                              | -                              | 14    | 4     | 1     |
| 2013-2014             | Angers SCO            | Ligue 2               | 32          | 9           | 2           | 7                     | 3                     | 0                     | -                              | -                              | -                              | -                              | 39    | 12    | 2     |
| 2014-2015             | Angers SCO            | Ligue 2               | 10          | 1           | 1           | -                     | -                     | -                     | -                              | -                              | -                              | -                              | 10    | 1     | 1     |
| Sous-total            | Sous-total            | Sous-total            | 56          | 14          | 4           | 7                     | 3                     | 0                     | -                              | -                              | -                              | -                              | 63    | 17    | 4     |
| 2015-2016             | Paris FC              | Ligue 2               | 7           | 0           | 0           | 1                     | 0                     | 0                     | -                              | -                              | -                              | -                              | 8     | 0     | 0     |
| Sous-total            | Sous-total            | Sous-total            | 7           | 0           | 0           | 1                     | 0                     | 0                     | -                              | -                              | -                              | -                              | 8     | 0     | 0     |
| 2016-2017             | US Orléans            | Ligue 2               | 17          | 4           | 1           | 2                     | 0                     | 0                     | -                              | -                              | -                              | -                              | 19    | 4     | 1     |
| Sous-total            | Sous-total            | Sous-total            | 17          | 4           | 1           | 2                     | 0                     | 0                     | -                              | -                              | -                              | -                              | 19    | 4     | 1     |
| 2017-2018             | Lokomotiv Plovdiv     | Prva Liga             | 9           | 1           | 0           | 1                     | 0                     | 0                     | -                              | -                              | -                              | -                              | 10    | 1     | 0     |
| Sous-total            | Sous-total            | Sous-total            | 9           | 1           | 0           | 1                     | 0                     | 0                     | -                              | -                              | -                              | -                              | 10    | 1     | 0     |
| 2017-2018             | Rodez AF              | National              | 6           | 0           | 0           | 0                     | 0                     | 0                     | -                              | -                              | -                              | -                              | 6     | 0     | 0     |
| 2018-2019             | Rodez AF              | National              | 18          | 2           | 0           | 2                     | 4                     | 0                     | -                              | -                              | -                              | -                              | 20    | 6     | 0     |
| Sous-total            | Sous-total            | Sous-total            | 24          | 2           | 0           | 2                     | 4                     | 0                     | -                              | -                              | -                              | -                              | 26    | 6     | 0     |
| 2019-2020             | US Hostert            | D1                    | 3           | 0           | 0           | 0                     | 0                     | 0                     | -                              | -                              | -                              | -                              | 3     | 0     | 0     |
| 2020-2021             | US Hostert            | D1                    | 14          | 5           | 0           | 0                     | 0                     | 0                     | -                              | -                              | -                              | -                              | 14    | 5     | 0     |
| Sous-total            | Sous-total            | Sous-total            | 17          | 5           | 0           | 0                     | 0                     | 0                     | -                              | -                              | -                              | -                              | 17    | 5     | 0     |
| 2021-2022             | FC Alisontia Steinsel | D2                    | 22          | 10          | 0           | 1                     | 1                     | 0                     | -                              | -                              | -                              | -                              | 23    | 11    | 0     |
| 2022-2023             | FC Alisontia Steinsel | D2                    | 26          | 12          | 0           | 0                     | 0                     | 0                     | -                              | -                              | -                              | -                              | 26    | 12    | 0     |
| 2023-2024             | FC Alisontia Steinsel | D2                    | 25          | 4           | 0           | 0                     | 0                     | 0                     | -                              | -                              | -                              | -                              | 25    | 4     | 0     |
| 2024-2025             | FC Alisontia Steinsel | D2                    | 17          | 1           | 0           | 0                     | 0                     | 0                     | -                              | -                              | -                              | -                              | 17    | 1     | 0     |
| Sous-total            | Sous-total            | Sous-total            | 91          | 26          | 0           | 1                     | 1                     | 0                     | -                              | -                              | -                              | -                              | 92    | 27    | 0     |
| Total sur la carrière | Total sur la carrière | Total sur la carrière | 281         | 59          | 12          | 15                    | 8                     | 0                     | -                              | 36                             | 5                              | 2                              | 332   | 72    | 14    |

## Palmarès
- Championnat de Tunisie (4) : 2009, 2010, 2011, 2012
- Coupe de Tunisie (1) : 2011
- Ligue des champions de la CAF (1) : 2011
- Ligue des champions arabes (1) : 2009
- Coupe nord-africaine des vainqueurs de coupe (1) : 2008